# Sebastiano Sala

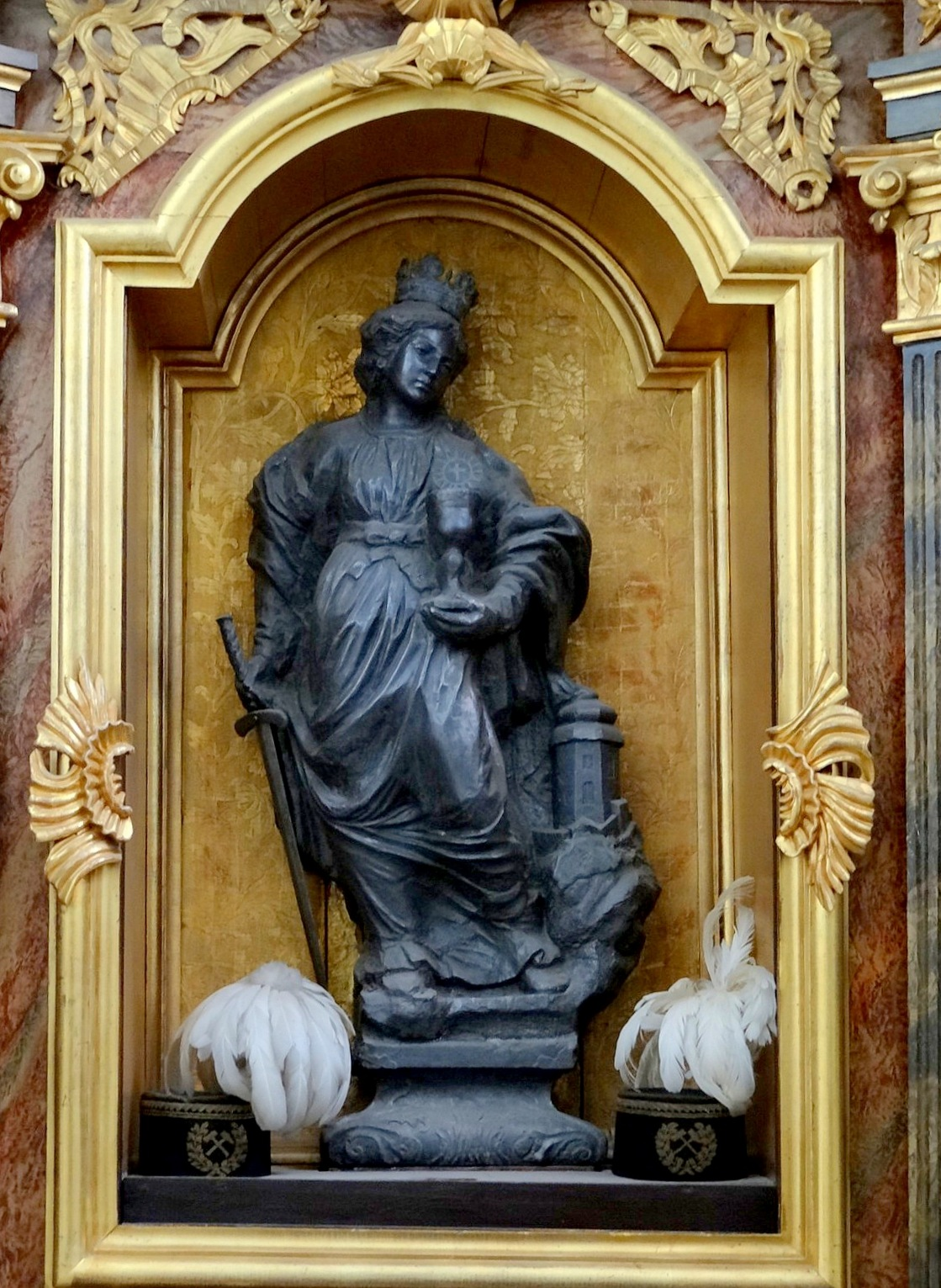
Karlskirche in Kielce, Heilige Barbara

Sebastiano Sala (in Polen auch: Sebastian Sala) (* um  1580 in Lugano; † 29. August 1652 bei Krakau) war ein Schweizer Architekt und Bildhauer am Hofe des polnischen Königs Władysław IV. Wasa.

## Leben und Werk
Sala ging zur Ausbildung nach Rom oder Mailand. Ab 1623 ist er in Krakau nachweisbar. 1626 heiratete er in der Krakauer Marienbasilika Zuzanna Buzeta, die Tochter eines Krakauer Bürgers, sowie nach deren Tod 1648 die Witwe Regina Ogorzałek. 1630 erwarb er das Bürgerrecht der Stadt Krakau. Ab 1635 war er Vorsteher der Maurergilde. Er arbeitete eng mit Giovanni Battista Trevano und Constantino Tencalla zusammen. Nach dem Tod von Trevano 1642 übernahm er seine Stellung am polnischen Königshof und arbeitete am Wawel-Schloss und dem Königsschloss Łobzów. Er gestaltete auch eine Kapelle der Kamaldulenserkirche in Warschau sowie die Barocktore der Umzäunung der Wawel-Kathedrale. Zu seinen Werken gehören auch die Grabmäler der Oppersdorff in der Bartholomäuskirche in Oberglogau, des Primas Poloniae Wawrzyniec Gembicki im Gnesener Dom, der Opaliński im Schloss Szubin sowie das Mausoleum des Heiligen Adalberts im Gnesener Dom. Letzteres konnte er vor seinem Tod allerdings nicht mehr fertigstellen. Zudem arbeitete er für Georg I. Rákóczi in Siebenbürgen. Seine Arbeiten befinden sich auch in der Basilika Mariä Himmelfahrt in Rzeszów, der Krakauer Fronleichnamsbasilika, der Kathedrale von Vilnius und der Karlskirche in Kielce. Während einer Pestepidemie 1652 verließ er die Stadt, starb jedoch kurze Zeit später in der Umgebung von Krakau an der Krankheit.